# Автошлях М 26
Автошля́х М 26 — автомобільний шлях міжнародного значення на території України. Проходить територією Закарпатської області через Вилок (пункт контролю) — Вилок — Неветленфолу — Велика Паладь (пункт контролю) — Дякове (пункт контролю). Загальна довжина — 37,3 км.

## Загальна довжина
Вилок (пункт контролю) — Дякове (пункт контролю) — 18,9 км.
Під'їзд до контрольно-пропускного пункту Велика Паладь — 18,4.
Разом — 37,3 км.
Дана нумерація набула чинності з 1 січня 2013 року.

## Маршрут
Автошлях проходить через такі населені пункти:
| Автошлях М 26                  |        |
| Закарпатська область           |        |
| Виноградівський район          |        |
| Вилок (пункт контролю)         | E58E81 |
| Вилок                          | М23    |
| Тисобикень                     |        |
| Пийтерфолво                    |        |
| Велика Паладь                  |        |
| Велика Паладь (пункт контролю) |        |
| Ботар                          |        |
| Неветленфолу                   | Т 0735 |
| Дякове (пункт контролю)        |        |